# آسی کوبایاشی
آسی کوبایاشی (انگلیسی: Asei Kobayashi; ۱۱ اوت ۱۹۳۲ – ۳۰ مهٔ ۲۰۲۱) موسیقی‌دان اهل ژاپن بود.